# Funzione costante

Il grafico di una funzione costante reale è una retta orizzontale

In matematica una funzione costante (a volte anche chiamata collasso) è una funzione i cui valori non variano, e rimangono quindi costanti al variare della variabile indipendente nel suo dominio.

## Definizione
Una funzione {\displaystyle f\colon X\to Y} tra due insiemi è costante se e solo se esiste un {\displaystyle y} in {\displaystyle Y} per cui {\displaystyle f(x)=y} per ogni {\displaystyle x} in {\displaystyle X}. La funzione {\displaystyle f} assume cioè lo stesso valore {\displaystyle y} su tutti gli {\displaystyle x} in {\displaystyle X}.
Ad esempio, la funzione {\displaystyle f\colon \mathbb {R} \to \mathbb {R} } definita sui numeri reali data da {\displaystyle f(x)=4} (indipendentemente da {\displaystyle x}) è costante.
In termini più astratti, una funzione {\displaystyle f\colon X\to Y} è costante se e solo se vale la seguente proprietà universale: 
- per ogni coppia di funzioni {\displaystyle g,h\colon Z\to X}, vale {\displaystyle f\circ g=f\circ h}, (dove "{\displaystyle \circ }" denota la composizione di funzioni).

Questa proprietà dice che la funzione costante è un morfismo costante nella categoria delle funzioni.

## Proprietà

Funzione costante tra due insiemi

- La composizione di una qualsiasi funzione con una funzione costante è costante.
- Una funzione costante tra due insiemi, entrambi con almeno due punti, non è né iniettiva né suriettiva.
- Una funzione polinomiale da {\displaystyle \mathbb {R} } in {\displaystyle \mathbb {R} } è costante se e solo se il polinomio ha grado zero.
- Se {\displaystyle I} è un intervallo e {\displaystyle f\colon I\to \mathbb {R} } è derivabile, è costante se e solo se ha derivata ovunque nulla.
- Ogni funzione costante fra spazi topologici è continua.